# Figgjo (plaats)
Figgjo is een plaats in de gemeente Sandnes. Sandnes ligt in de provincie Rogaland, in het zuiden van Noorwegen. Het dorp ligt aan de gelijknamige rivier en de E39, zo'n 20 kilometer ten zuidoosten van Stavanger. Figgjo heeft ruim 2.000 inwoners en is samengegroeid met het dorp Ålgård dat deel uitmaakt van de gemeente Gjesdal. Samen hadden de dorpen in 2022 11.679 inwoners.

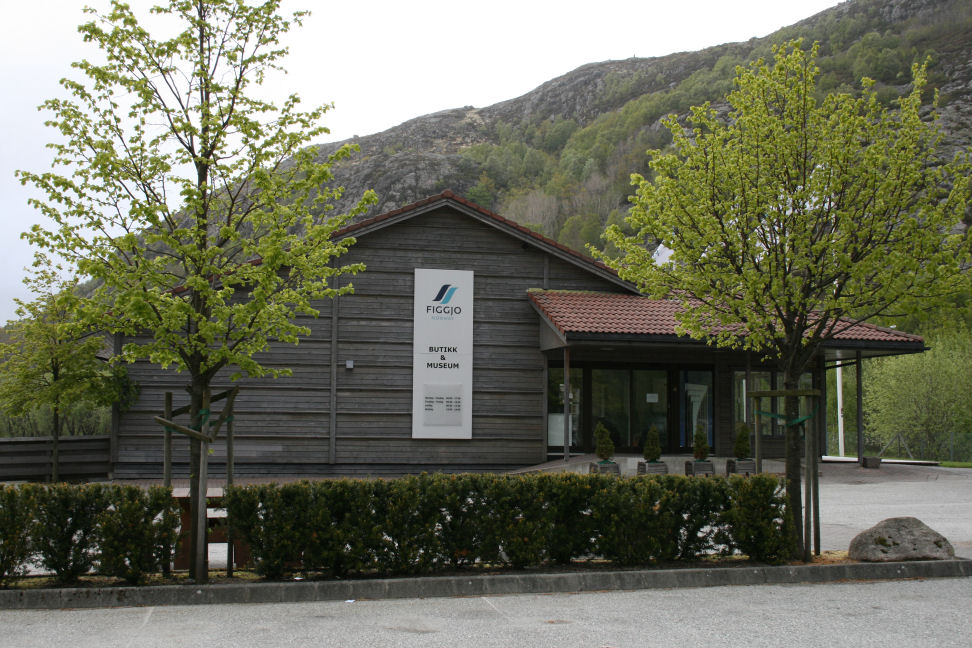
Porceleinfabriek

De ligging aan de E39 zorgt voor een goede verbinding met Stavanger. In het verleden was er ook een spoorverbinding met Stavanger, maar die lijn werd al in 1955 gesloten voor personenvervoer. Het voormalige station is nog aanwezig en wordt gebruikt door de vereniging  Vrienden van Ålgårdbanen. De rails op het tracé is nog grotendeels aanwezig, er zijn ook plannen de lijn te heropenen.
In het dorp staat een porceleinfabriek, gesticht in 1941 en genoemd naar het dorp. Bij de fabriek is ook een museum.